# Vittorio Emanuele Marzotto (politico 1858)
Vittorio Emanuele Marzotto (Valdagno, 14 settembre 1858 – Valdagno, 27 marzo 1922) è stato un imprenditore e politico italiano.

## Biografia
Vittorio Emanuele Marzotto nasce a Valdagno il 14 settembre 1858, figlio secondogenito di Gaetano Marzotto Sr e di Anna Tomba. 

### Attività imprenditoriale
Appena ventenne, incomincia a viaggiare in Europa e visita i più importanti centri lanieri della Francia, del Belgio, della Germania  e dell'Inghilterra, entrando in tal modo in contatto con i principali produttori di tessuti pettinati.
Assume ben presto la direzione della "Gaetano Marzotto & figli" facendola diventare una fra le aziende più moderne dell'industria laniera.
Vittorio Emanuele fa della filatura un elemento strategico della crescita aziendale introducendo nell'azienda, negli anni (1885-90), un impianto a ciclo completo di pettinatura e di filatura pettinata, realizzato in un nuovo stabilimento a Maglio di Sopra. 
"Il più sinceramente industrialista dei Marzotto ottocenteschi” capisce infatti che il mercato dei semilavorati  è la strada da percorrere per rinnovare l'azienda e lanciarla nei mercati anche stranieri. 
Negli ultimi anni dell'Ottocento, la Marzotto comincia a esportare nell'area danubiano-balcanica filati industriali per le tessiture. 
Importante è la partecipazione di Vittorio Emanuele con il padre, Gaetano senior, nel 1890, all'“Accomandita Società per la esportazione dei prodotti italiani nell'America del Sud Enrico Dell'Acqua”, grazie alla quale l'azienda incomincia a esportare in Sudamerica. 
Gli occupati crescono rapidamente: sono 600 nel 1889, 1200 nel 1897, 1700 nel 1904, 2000 nel 1910. 
Agli inizi del Novecento Vittorio Emanuele entra nella "Associazione dell'industria laniera", di cui diventa vicepresidente nel 1904-05 e poi ancora nel 1910-11.
Nel 1905 fonda con la Manifattura lane Borgosesia il “Consorzio tra i filatori di lana a pettine".
Nel 1912 è costretto a rompere l'unità dell'azienda per contrasti con i figli del defunto fratello Luigi (detti “Marzottini” per la loro giovane età). A loro assegna la Filatura del Maglio.
Vittorio Emanuele introduce allora nella sua azienda valdagnese, divenuta nel frattempo "Lanificio V.E. Marzotto", una moderna pettinatura e grazie alle ingenti commesse belliche  della prima guerra mondiale la porta a crescere in modo continuo.

### Attività politica
Alle elezioni politiche del 3 e 10 giugno del 1900 ottiene il seggio parlamentare che era stato del padre e lo conserva per quattro legislature (XXI, XXII, XXIII e XXIV), fino al 1919.
Per un breve periodo tra il 1913 e il 1914 svolge, in quanto assessore anziano, le funzioni di sindaco. Per trent'anni è presente nel consiglio comunale di Valdagno, esercitando, come il padre Gaetano sr, una notevole influenza sull'amministrazione municipale.

### Decesso
Muore il 26 marzo 1922 in seguito alle ferite da arma da fuoco riportate in un agguato il 25 ottobre 1921.
Da più parti si tenta di dare la colpa al pesantissimo clima di scontro sindacale di quell'anno e “all'odio di classe dei rossi” mentre l'accaduto nasce da una vicenda di natura privata in quanto l'attentatore è un figlio nato fuori del matrimonio di Vittorio Emanuele.